# Улица генерала Транијеа (Ниш)
Улица генерала Транијеа, позната и као Хипи долина је мала улица у центру Ниша, која се  пружа у смеру север-југ и спаја улице Вожда Карађорђа и  Николе Пашића. На средини је пресеца Улица Светозара Марковића. Дужине је око 300 м, а  почиње и завршава се пешачким зонама.
Током 1970-их година када је део између Улице Вожда Карађорђа и Улице Светозара Марковића био део нишког корзоа,  била је то култна нишка улица, позната и као Хипи долина. На овом потезу окупљале су се млади и тадашњи припадници хипи покрета у Нишу.

## Име
Улица носи име по француском генералу Шарлу Транијеу под чијом је командом 22. бригада колонијалне пешадије учествовала у пробоју Солунског фронта. Пре тога улица је носила име хрватског и југословенског писца Владимира Назора.
Данас су код Нишлија у паралелној употреби називи „Хипи долина“ и Улица генерала Шарла Транијеа.

### Огист Шарл Траније
Генерал Шарл Траније (1862 - 1931) рођен је у Тулузу, где се школовао до ступања у Политехничку школу 1882. године. Убрзо потом је произведен у артиљеријског потпоручника. Године 1884. је ступио у Артиљеријску апликациону школу, а потом је завршио Војну академију. Учествовао је у колонијалним ратовима у Алжиру, а за време Првог светског рата учествовао је у Верденској бици. 
У бригадног генерала је произведен у јуну 1918. док је био на Солунском фронту, где је командовао 22. бригадом колонијалне пешадије, са којом је за време пробоја фронта оперисао на левом крилу савезничке војске. Нападом на висове северно од Црне реке осигурао је надирање српске војске на север. По паду Прилепа пресекао је последњу одступницу 11. немачкој армији. У каснијем напредовању је његов одред, ојачан једном грчком дивизијом, био претходница француске војске на њеном правцу наступања у Србији.

## Историја
Историјско-насељске претпоставке о датуму настанка данашње Улице генерала Транијеа, везује се за настанак Трга краља Милана (Трга ослобођења) и Улице Вожда Карађорђа на левој обали Нишаве, код моста испред главног улаза у древну Нишку тврђаву, када је настала раскрснице путева који су се од овог простора рачвали према Подунављу, Цариграду, Солуну и Скадру, а које се формирала најврероватније у постаничком, или можда већ у античком периоду, а наставила да се развија у феудалној Србији и током 500 година за време владавине Османлија, једна од главних саобраћајних артерија Ниша, данас позната као улица Вожда Карађорђа.
Тако је од раскршћа у централном делу Ниша, из дела Виа Милитарис-а а касније Цариградског друма, који се долазећи из правца Београда одвајао ка истоку за Цариград, у 17. веку изграђен Пиротски сокак, данас улица Вожда Карађорђа, а око 
ње  неколико побочних улица (сокака) међу којима је и сокак из кога је настала данашња Улица генерала Транијеа.
Пиротски сокак била је једна од првих улица у граду која је након 1878. године исправљена, проширена и изграђена према поставкама Винтеровог план за регулацију Ниша. На том плану се види и Улица генерала Транијеа. 
Од времена настанка у 17. века, у овој улици изграђене су бројне грађевине од којих до данас није сачувана ниједна.
У времена Османлија у овој улици почео ја, а наставио до дана, да се гради читав низ грађевина оријенталне, класицистичке а касније модерне и постмодерне (нпр. кућа породице Домазет, гостионица Књажевац), и на крају савремен архитектуре (хотел Ниш, касније хотел Гранд, неколико стамбених зграда, зграда катастра, зграда предузећа за путеве и зграда обданишта). 
Куће од трошног материјала настале пре 19. века, све више су замениле оне габаритније, вишеспратне како и приличи једној од централних улица Ниша који је све више растао, развијо се и мењао визуелни идентитет.

### Хипи долина
Крајем шездесетих година 20. века нишка улица Владимира Назора сасвим спонтано је постала место окупљања младих. Због њиховог изгледа кој је, пратећи светску моду тог времена, подразумевао дугу косу и фармерке звонцаре, врло брзо је добила име Хипи долина и нико је више није звао званичним именом - улица Владимира Назора.
Хипи долина је била саставни део нишког корзоа који је ишао од зграде главне Поште до Споменика ослободиоцима, потом се прелазило на другу страну улице и од Старе робне куће завршавало у Хипи долини, па онда из ње у нови круг. Ту су се склапала познанства, размењивале се плоче, књиге и све оно што је обележавало живот тадашње нишке омладине. У Хипи долину прво је почела да долази генерација младих рођена око 1950. године, који су тада имали око 20 година. До тренутка када више није била интересентна за излазак, почетком осамдесетих, кроз ову улицу прошло је око једанест генерација младих.

### Хипи долина данас
Отварањем бројних кафића почетком осамдесетих разбио се нишки корзо да би с временом потпуно нестао, а са њим и Хипи долина. Ипак, и данас многе нишлије ову улицу називају Хипи долина. Сећање на тадашњи живот ове улице и даље је живо. Године 2016. у улици Генерала Транијеа постављена је меморијална табла која подсећа на то време, а 2017. о Хипи долини снимљен и документарно-играни филм Цео свет у једној долини.

### ФилмЦео свет у једној долини
Захваљујући овом филму биће сачувано сведочанство о једном времену. Ово није само скуп личних прича, већ и општи приказ друштвеног стања у Нишу тог времена, али и прича о култури, музици, моди у другој половини 20. века. Филм је проткан емоцијама и садржи секвенце снимљене на нишавском кеју, у некадашњој Хипи долини, Тврђави и Народном позоришту, а о својој младости, одрастању и дружењу у култној нишкој градској улици говоре некадашњи диск-џокеји и други припадници те генерације.
Филм је 2017. премијерно приказан на завршној вечери 52. фестивала глумачких остварења Филмски сусрети, а касније и на другим фестивалима. Између осталих јуна 2018. приказан је на фестивалу Dok'n'Ritam у Београду и на фестивалу Рокументарни дани у Никшићу. Доступан је и може се погледати на порталу Нишке вести.